# Gokutama Rock Cafe
Gokutama ROCK CAFE (極魂ROCK CAFE) es el cuarto álbum de estudio de la banda Oshare Kei: Antic Cafe, publicado en 2008 durante su gira por Europa. También, es el primer álbum como banda major, bajo Sony Music Japan, y con Takuya y Yuuki.

## Canciones edición Japón

### CD
| CD  |                                                                                         |          |  |
| N.º | Título                                                                                  | Duración |  |
| 1.  | «Ryuusei Rocket (流星ロケット)»                                                         | 4:35     |  |
| 2.  | «S☆B☆Y»                                                                                 | 3:55     |  |
| 3.  | «Cherry Saku Yuuki!! (Cherry咲く勇気!!)»                                                | 4:00     |  |
| 4.  | «NYAPPY in the world 3»                                                                 | 4:43     |  |
| 5.  | «Baby King (ベイビーキング)»                                                            | 4:15     |  |
| 6.  | «Daybreak (デイブレイク)»                                                               | 4:10     |  |
| 7.  | «Pierce (ピアス)»                                                                       | 5:22     |  |
| 8.  | «Koritsu Hospital (孤立ホスピタル)»                                                     | 4:25     |  |
| 9.  | «Kakusei Heroism ~THE HERO WITHOUT A NAME~ (覚醒ヒロイズム～THE HERO WITHOUT A NAME～)» | 4:21     |  |
| 10. | «Aijou Cycling (愛情サイクリング)»                                                      | 4:48     |  |
| 11. | «Orange Dream (オレンジドリーム)»                                                       | 5:35     |  |

### DVD (Limited Edition)
| DVD | |          |  |
| N.º | Título | Duración |  |
| 1.  | «Kakusei Heroism ~THE HERO WITHOUT A NAME~ (覚醒ヒロイズム～THE HERO WITHOUT A NAME～)» (Promotional Video) | 4:26     |  |
| 2.  | «Ryuusei Rocket (流星ロケット)» (Promotional Video)                                                         | 4:47     |  |
| 3.  | «Cherry Saku Yuuki!! (Cherry咲く勇気!!)» (Promotional Video)                                                | 4:06     |  |
| 4.  | «Yagai de NYAPPY yanen charinko man Document (野外でニャッピーやねん チャリンコまんドキュメンタリー)»       |          |  |

## Canciones edición Europa

### CD
| CD  | |          |  |
| N.º | Título | Duración |  |
| 1.  | «Ryuusei Rocket (流星ロケット)»                                                                                                   | 4:35     |  |
| 2.  | «S☆B☆Y» | 3:55     |  |
| 3.  | «Cherry Saku Yuuki!! (Cherry咲く勇気!!)»                                                                                          | 4:00     |  |
| 4.  | «NYAPPY in the world 3» | 4:43     |  |
| 5.  | «Baby King (ベイビーキング)» | 4:15     |  |
| 6.  | «Daybreak (デイブレイク)» | 4:10     |  |
| 7.  | «Pierce (ピアス)» | 5:22     |  |
| 8.  | «Koritsu Hospital (孤立ホスピタル)»                                                                                               | 4:25     |  |
| 9.  | «Kakusei Heroism ~THE HERO WITHOUT A NAME~ (覚醒ヒロイズム～THE HERO WITHOUT A NAME～)»                                           | 4:21     |  |
| 10. | «Aijou Cycling (愛情サイクリング)»                                                                                                | 4:48     |  |
| 11. | «Orange Dream (オレンジドリーム)»                                                                                                 | 5:35     |  |
| 12. | «Respect Mommy ~Hito no Yaku Tatereba ii Jibun no Tokui na Koto de~ (リスペクトマミー ～人の役 立てればいい 自分の得意なことで～» | 5:05     |  |
| 13. | «Koi no Dependece (恋のディペンデンス)»                                                                                           | 4:05     |  |
| 14. | «One Way Love» | 4:42     |  |

### DVD (Limited Edition)
| DVD | |          |  |
| N.º | Título | Duración |  |
| 1.  | «Kakusei Heroism ~THE HERO WITHOUT A NAME~ (覚醒ヒロイズム～THE HERO WITHOUT A NAME～)» (Promotional Video) | 4:26     |  |
| 2.  | «Ryuusei Rocket (流星ロケット)» (Promotional Video)                                                         | 4:47     |  |
| 3.  | «Cherry Saku Yuuki!! (Cherry咲く勇気!!)» (Promotional Video)                                                | 4:06     |  |
| 4.  | «Charinko Man Special (Doku)»                                                                               |          |  |